# 斯切爾諾
斯切爾諾（[ˈstʂɛlnɔ]）是波蘭的城鎮，位於該國中部，距離首府伊諾弗羅茨瓦夫18公里，由庫亞維-波美拉尼亞省負責管轄，面積4.46平方公里，2006年人口6,054。